# Хронологія українського повстанського руху
Український повстанський рух — боротьба Української повстанської армії та інших українських націоналістичних організацій за створення незалежної української держави на території західних областей України, а також частково Білорусі, Польщі та Чехословаччини під час Другої світової війни, а також у перші роки після її закінчення. УПА була створена спочатку для протидії терору з боку німецької окупаційної адміністрації. З відновленням радянської влади в західних областях України УПА вела великомасштабні бойові дії дії проти радянських військ, а потім, внаслідок важких втрат, поступово перевела дії в партизанську фазу. Основу сил, які боролися з українським національно-визвольним рухом в 40-50-ті роки становили репресивні відомства Радянського Союзу (НКВС, НКГБ, МДБ та МВС). До них приєднувались винищувальні батальйони з тієї частини місцевого населення, яка співпрацювала з комуністами.